# Zbigniew Piątek
Zbigniew Piątek (Kielce, 1 mei 1966) is een voormalig wielrenner uit Polen. Hij was actief als beroepsrenner van 1994 tot 2006. Piątek vertegenwoordigde zijn vaderland tweemaal bij de Olympische Spelen: in 1992 (Barcelona) en 2000 (Sydney). Hij werd nadien ploegleider.

## Erelijst
1987
- Eindklassement Ronde van Polen

1989
- Eindklassement Malopolski Wyscig Gorski

1991
- 1e etappe Ronde van Polen

1992
- 55e Olympische Spelen, wegwedstrijd

1993
- Ronde van het Maggioremeer

1997
- GP Buchholz

1998
- Eindklassement Malopolski Wyscig Gorski
- 2e etappe deel A Kalisz-Konin

2000
- 48e Olympische Spelen, wegwedstrijd

2001
- 3e etappe Malopolski Wyscig Gorski
- Eindklassement Malopolski Wyscig Gorski
- 10e etappe Herald Sun Tour
- 12e etappe Herald Sun Tour (met Eugen Wacker, Remigius Lupeikis, Piotr Chmielewski, Kazimierz Stafiej)

2002
- Wyscig Pasmen Gor Swietokryskich
- 3e etappe Giro del Capo

2003
- 4e etappe Ytong Bohemia Tour
- Eindklassement Ytong Bohemia Tour

2005
- 2e etappe Szlakiem Grodòw Piastowskich
- Eindklassement Szlakiem Grodòw Piastowskich